# Layvin Kurzawa
Layvin Kurzawa (Fréjus, 4 september 1992) is een Frans voetballer die doorgaans als linksback speelt. Hij tekende in augustus 2015 een contract tot medio 2020 bij Paris Saint-Germain, dat circa €25.000.000,- voor hem betaalde aan AS Monaco. Kurzawa debuteerde in 2014 in het Frans voetbalelftal.

## Clubcarrière
Kurzawa is een zoon van een vader uit Guadeloupe en een Poolse moeder. Hij speelde in de jeugd bij Saint-Raphaël, ES Fréjus, AS Aixoise en AS Monaco. Bij laatstgenoemde club debuteerde hij op 22 september 2010 in het betaald voetbal, in een wedstrijd in het toernooi om de Coupe de la Ligue tegen RC Lens. Hij begon in de basiself en werd na 65 minuten naar de kant gehaald. Kurzawa speelde in de volgende jaren 75 competitiewedstrijden voor Monaco. Hij degradeerde in 2012 met de club naar de Ligue 2, maar keerde één jaar later daarmee door middel van een kampioenschap terug naar de Ligue 1.
Kurzawa tekende in augustus 2015 een contract tot medio 2020 bij Paris Saint-Germain, de kampioen van Frankrijk in het voorgaande seizoen. Dat betaalde circa €25.000.000,- voor hem aan AS Monaco.

## Clubstatistieken
| Seizoen     | Club                | Competitie  | Competitie | Competitie | Beker | Beker | Internationaal | Internationaal | Totaal | Totaal |
| Seizoen     | Club                | Competitie  | Wed.       | Dlp.       | Wed.  | Dlp.  | Wed.           | Dlp.           | Wed.   | Dlp.   |
| ----------- | ------------------- | ----------- | ---------- | ---------- | ----- | ----- | -------------- | -------------- | ------ | ------ |
| 2010/11     | AS Monaco           | Ligue 1     | 5          | 0          | 1     | 0     | —              | —              | 6      | 0      |
| 2011/12     | AS Monaco           | Ligue 2     | 4          | 0          | 0     | 0     | —              | —              | 4      | 0      |
| 2012/13     | AS Monaco           | Ligue 2     | 8          | 0          | 4     | 0     | —              | —              | 12     | 0      |
| 2013/14     | AS Monaco           | Ligue 1     | 28         | 5          | 1     | 0     | —              | —              | 29     | 5      |
| 2014/15     | AS Monaco           | Ligue 1     | 27         | 0          | 4     | 0     | 8              | 0              | 39     | 0      |
| 2015/16     | AS Monaco           | Ligue 1     | 3          | 1          | 0     | 0     | 3              | 2              | 6      | 3      |
| Club totaal | Club totaal         | Club totaal | 75         | 6          | 10    | 0     | 11             | 2              | 96     | 8      |
| 2015/16     | Paris Saint-Germain | Ligue 1     | 16         | 3          | 8     | 0     | 1              | 0              | 25     | 3      |
| 2016/17     | Paris Saint-Germain | Ligue 1     | 18         | 2          | 2     | 0     | 5              | 0              | 25     | 2      |
| 2017/18     | Paris Saint-Germain | Ligue 1     | 20         | 2          | 1     | 0     | 6              | 3              | 27     | 5      |
| 2018/19     | Paris Saint-Germain | Ligue 1     | 19         | 1          | 2     | 0     | 0              | 0              | 21     | 1      |
| 2019/20     | Paris Saint-Germain | Ligue 1     | 10         | 0          | 1     | 0     | 1              | 0              | 12     | 0      |
| Club totaal | Club totaal         | Club totaal | 83         | 8          | 14    | 0     | 13             | 3              | 110    | 11     |

Bijgewerkt t/m 1 januari 2020

## Interlandcarrière
Kurzawa debuteerde op 14 november 2014 in het Frans voetbalelftal, tijdens een oefeninterland thuis tegen Albanië (1–1). Hij maakte op 1 september 2016 zijn eerste interlanddoelpunt, de laatste goal tijdens een met 1–3 gewonnen oefeninterland in en tegen Italië.

## Erelijst
| Competitie            |        |                                    |        |        |
| Competitie            | Aantal | Jaren                              |        |        |
| Monaco                | Monaco | Monaco                             | Monaco | Monaco |
| --------------------- | ------ | ---------------------------------- | ------ | ------ |
| Kampioen Ligue 2      | 1x     | 2012/13                            |        |        |
| PSG                   |        |                                    |        |        |
| Kampioen Ligue 1      | 4x     | 2015/16, 2017/18, 2018/19, 2019/20 |        |        |
| Coupe de France       | 4x     | 2015/16, 2016/17, 2017/18, 2019/20 |        |        |
| Coupe de la Ligue     | 2x     | 2015/16, 2016/17                   |        |        |
| Trophée des Champions | 2x     | 2016, 2017                         |        |        |

1 Donnarumma ·
2 Hakimi ·
3 Kimpembe ·
5 Marquinhos  ·
7 Kvaratschelia ·
8 Ruiz ·
9 Ramos ·
10 Dembélé ·
14 Doué ·
17 Vitinha ·
19 Lee ·
21 Hernández ·
23 Kolo Muani ·
23 Kolo Muani ·
24 Mayulu ·
25 Mendes ·
29 Barcola ·
33 Zaïre-Emery ·
35 Beraldo ·
39 Safonov ·
42 Zague ·
45 El Hannach ·
49 Mbaye ·
51 Pacho ·
80 Tenas ·
87 Neves ·
Coach: Luis Enrique